# Дрексел-Алвернон
Дрексел-Алвернон (англ. Drexel-Alvernon) — переписна місцевість (CDP) в США, в окрузі Піма штату Аризона. Населення — 27 749 осіб (2010).

## Географія
Дрексел-Алвернон розташований за координатами 32°8′41″ пн. ш. 111°2′56″ зх. д. / 32.14472° пн. ш. 111.04889° зх. д. (32.144636, -111.048816). За даними Бюро перепису населення США в 2010 році переписна місцевість мала площу 52,31 км², уся площа — суходіл.

## Демографія
Згідно з переписом 2010 року, у переписній місцевості мешкало 27 749 осіб у 8824 домогосподарствах у складі 6791 родини. Густота населення становила 530 осіб/км². Було 9684 помешкання (185/км²).
Расовий склад населення:
| - 58,6 % — білих - 5,3 % — корінних американців - 2,5 % — чорних або афроамериканців - 0,7 % — азіатів - 0,1 % — вихідців з тихоокеанських островів - 28,5 % — осіб інших рас |

До двох чи більше рас належало 4,3 %. Частка іспаномовних становила 70,6 % від усіх жителів.
За віковим діапазоном населення розподілялося таким чином: 30,3 % — особи молодші 18 років, 60,0 % — особи у віці 18—64 років, 9,7 % — особи у віці 65 років та старші. Медіана віку мешканця становила 33,0 року. На 100 осіб жіночої статі у переписній місцевості припадало 96,1 чоловіків; на 100 жінок у віці від 18 років та старших — 93,3 чоловіків також старших 18 років.
Середній дохід на одне домашнє господарство становив 57 037 доларів США (медіана — 45 617), а середній дохід на одну сім'ю — 60 060 доларів (медіана — 48 999). Медіана доходів становила 38 487 доларів для чоловіків та 32 836 доларів для жінок. За межею бідності перебувало 23,7 % осіб, у тому числі 35,2 % дітей у віці до 18 років та 11,4 % осіб у віці 65 років та старших.
Цивільне працевлаштоване населення становило 11 498 осіб. Основні галузі зайнятості: освіта, охорона здоров'я та соціальна допомога — 23,2 %, науковці, спеціалісти, менеджери — 13,3 %, роздрібна торгівля — 9,9 %, будівництво — 8,7 %.